# Villenave-d'Ornon
 Villenave-d'Ornon  es una población y comuna francesa, situada en la región de Aquitania, departamento de Gironda, en el distrito de Burdeos. La comuna conforma el cantón de su nombre.
Pertenece a la Comunidad Urbana de Burdeos (Communauté Urbaine de Bordeaux, LACUB), la mancomunidad que agrupa a la ciudad de Burdeos y a algunos de sus suburbios. Villenave d'Ornon es la tercera localidad en población de entre las comunas que forman los suburbios de Burdeos.

## Demografía
| 1 400 | 1 231 | 1 295 | 1 324 | 1 535 | 1 3 | 1 622 | 1 779 | 1 991 | 2 161 | 2 276 | 2 200 | 2 408 | 2 733 | 3 075 | 3 143 | 3 316 | 3 335 | 3 635 | 4 020 | 4 507 | 5 416 | 6 215 | 6 764 | 8 766 | 9 989 | 13 401 | 21 263 | 22 975 | 21 073 | 25 609 | 27 500 | 29 339 | 29 804 |
| Para los censos de 1962 a 1999 la población legal corresponde a la población sin duplicidades (Fuente: INSEE [Consultar]) |       |       |       |       |     |       |       |       |       |       |       |       |       |       |       |       |       |       |       |       |       |       |       |       |       |        |        |        |        |        |        |        |        |

## Economía

### Viticultura
Villenave-d'Ornon pertenece a la denominación de origen (AOC) Pessac-Léognan, perteneciente a la región vinícola de Burdeos.